# Đồi Trại Thủy

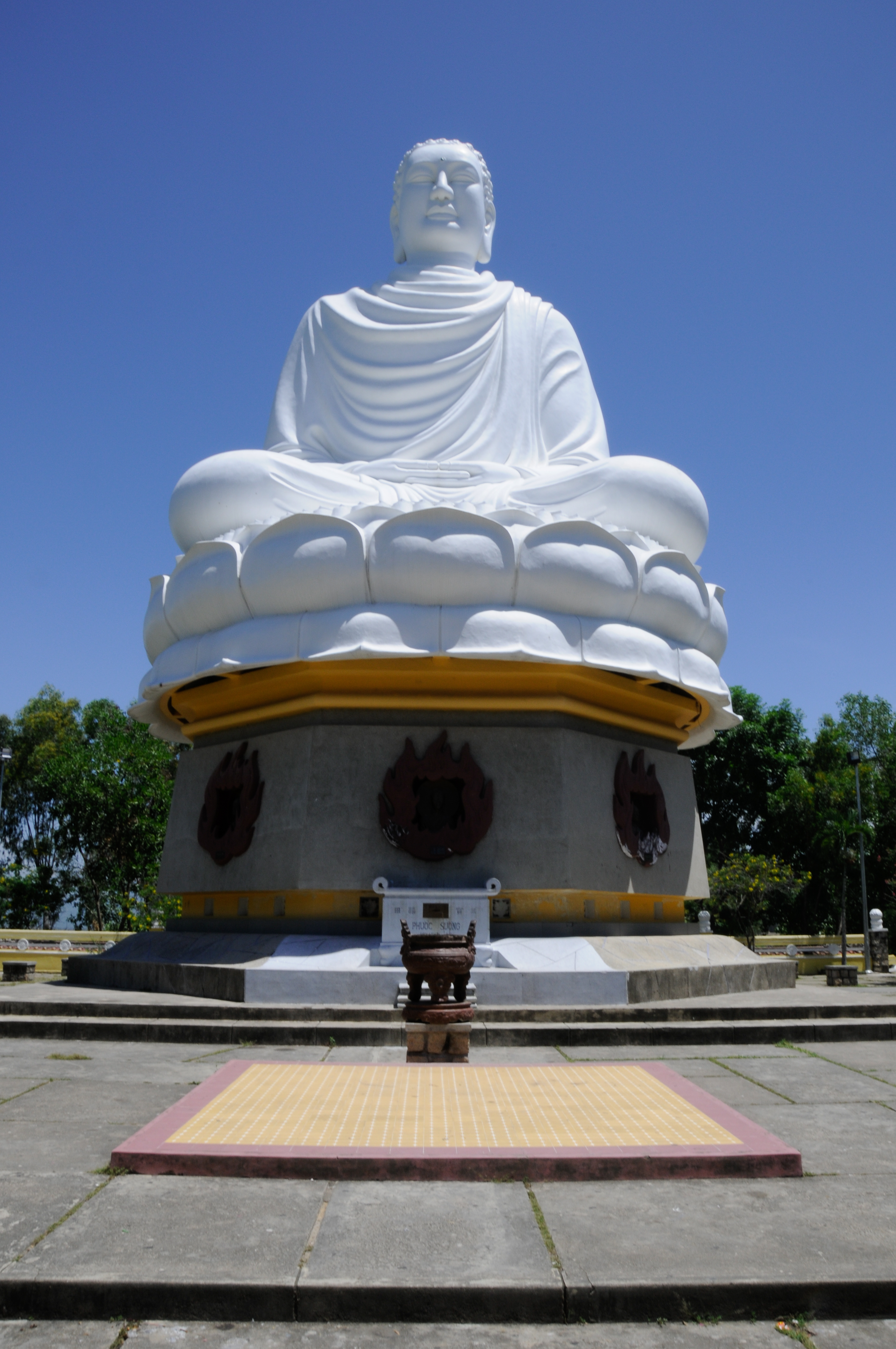
Tượng Phật trắng chùa Long Sơn trên đỉnh đồi Trại Thủy.

Đồi Trại Thủy có các tên khác là: Khố Sơn (Núi Kho), hòn Xưởng, hòn Trại Thủy; còn người dân địa phương có khi gọi nơi đấy là núi chùa Hải Đức. Đây là một ngọn đồi lớn, nằm ngay ở địa đầu thành phố Nha Trang về hướng Tây, thuộc tỉnh Khánh Hòa, Việt Nam. Khi xưa khu vực này từng là nơi chiến địa, nhưng ngày nay là một điểm tham quan và hành hương nổi tiếng của tỉnh và khu vực miền Trung.

## Vị trí
Đồi Trại Thủy cao hơn 30 mét, dài hơn 500 mét, chạy dọc theo Quốc lộ 1.
Hình dáng đồi giống một con dơi, nằm xòe đôi cánh. Và nơi đầu đồi có một ao nước hình tròn (nhưng ngày nay đã bị dân lấp mất để làm nhà) nên người xưa gọi là "ngọc bức hàm hoàn" (dơi ngọc ngậm vòng ngọc)
Theo các nhà chuyên môn về địa lý học thì đồi Trại Thủy thuộc hệ thống dãy Trường Sơn. Sơn mạch phát từ hòn Thị ở Diên Khánh, chạy ngầm dưới đất, đến gần cửa sông Cù thì đột khởi thành đồi Trại Thủy
Sách Đại Nam nhất thống chí chép:
Khố Sơn ở phía Đông huyện Vĩnh Xương độ hai dặm. Phía Đông Nam có nền cũ kho Phước Sơn nên đặt như thế. Phía Bắc gần sông Ngư Trường. Năm Ất Mão đầu lúc Trung Hưng (1795) đại binh đánh phá tướng Tây Sơn là Trần Quang Diệu ở bảo Khố Sơn tức là chỗ này. Trên núi có đền Quan Công và miếu Ngũ Hành.

## Những trang sử liên quan
- Năm Quý Tỵ (1653):

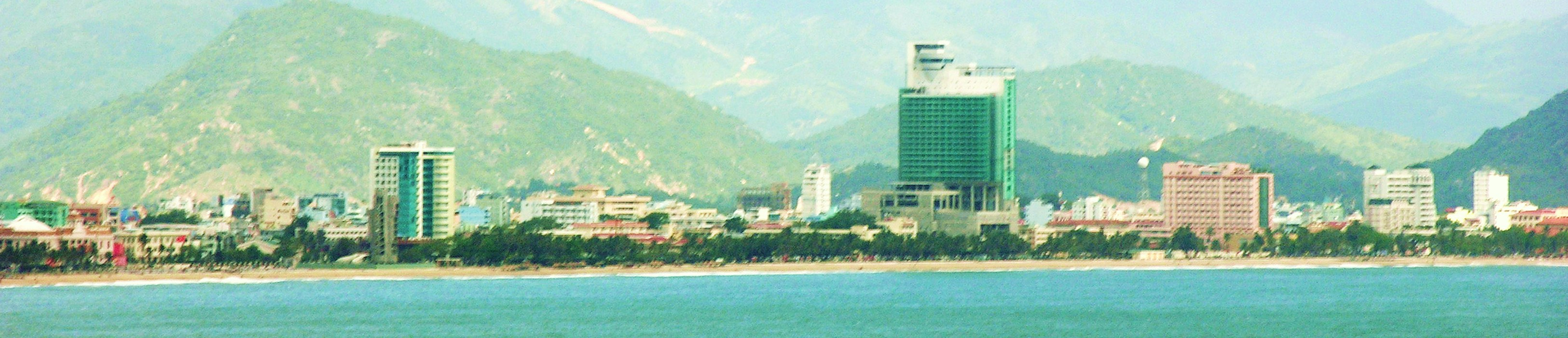
Nha Trang

Vua Chiêm Thành là Bà Thấm đưa quân sang quấy nhiễu vùng đất Phú Yên. Chúa Nguyễn Phúc Tần (1620-1687) sai Cai cơ Hùng Lộc dẫn ba ngàn quân vượt đèo sang đánh, vua Chiêm đại bại dâng thư xin hàng và cắt châu Kaut Hara (Cù Huân) từ sông Phan Rang ra đến đèo Cả dâng cho...Được đất, chúa Nguyễn liền cho dựng ở làng Phước Sơn một cái kho dành chứa lương thực. Vì vậy, theo sử nhà Nguyễn đã dẫn: Khố Sơn ở phía Đông huyện Vĩnh Xương độ hai dặm. Phía Đông Nam có nền cũ kho Phước Sơn nên đặt (tên) như thế.
- Năm Giáp Ngọ (1774):

Chúa Nguyễn Phúc Thuần bị tướng chúa Trịnh là Hoàng Ngũ Phúc và ba anh em nhà Tây Sơn là Nguyễn Nhạc, Nguyễn Huệ và Nguyễn Lữ cùng đánh đuổi, phải bỏ thành Phú Xuân chạy vào Nam, thì đất đai từ Quảng Nam trở vào đến Bình Thuận đều thuộc quyền cai trị của nhà Tây Sơn. Nhưng mùa thu năm ấy, viên lưu thủ đất Long Hồ là Tống Phước Hiệp cử đại binh cùng Nguyễn Khoa Toàn ra đánh Tây Sơn.
Sau khi chiếm được Bình Thuận và Diên Khánh, Tống Phước Hiệp chia binh làm hai đạo kéo ra Phú Yên rồi đưa thư ra Quy Nhơn đòi Tây Sơn Vương (Nguyễn Nhạc) trả Đông cung Nguyễn Phúc Dương.
Tây Sơn Vương muốn giữ kỹ Nguyễn Phúc Dương để làm con bài phòng khi dùng đến, bèn truyền Nguyễn Huệ xuống Quy Nhơn để lo việc Nam chinh. Năm 1775, Nguyễn Huệ giao vùng Tây Sơn cho Bùi Thị Xuân (?-1802) và Võ Đình Tú cùng quản đốc, rồi kéo đạo binh người Thượng mới tuyển mộ xuống Quy Nhơn, vượt đèo Cù Mông vào Phú Yên.
Quân Tây Sơn cắt đứt liên lạc giữa thủy binh và bộ binh của đối phương, rồi chia quân ra làm hai cùng lúc đánh Xuân Đài và Lãnh Úc. Tống Phước Hiệp bị đánh úp, không kịp trở tay, cả thủy lẫn bộ đều bị tiêu diệt. Phước Hiệp tẩu thoát về Nam. Để có thêm thuyền chiến, Nguyễn Huệ đã cho lập xưởng đóng thuyền tại Khố Sơn và cho đóng quân ở đó để giữ yên mặt biển. Kể từ đấy, Khố Sơn mang thêm tên hòn Xưởng.
- Năm Quý Sửu (1793):

Chúa Nguyễn Phúc Ánh cùng Nguyễn Văn Trương, Võ Tánh đem thủy quân ra đánh Diên Khánh và Bình Khang. Cùng phối hợp có các tướng Tôn Thất Hội, Nguyễn Huỳnh Đức, Nguyễn Văn Thành được lệnh đem bộ binh ra đánh Bình Thuận.
Đoàn thuyền chiến của chúa Nguyễn vào cửa Nha Trang, tiến lên Diên Khánh, nhưng vừa đến bến Trường Cá (Ngư Trường, tức Phường Phương Sài bây giờ) thì bị quân Tây Sơn đóng ở hòn Xưởng chận đánh, không sao tiến được.
Đang lúc thắng thế, thì có tin cấp báo bộ binh Nguyễn đã chiếm được thành Bình Thuận, nên quân Tây Sơn buộc phải rút về trấn giữ Phú Yên. Chúa Nguyễn chiếm cứ được hòn Xưởng, liền cho xây thành đắp lũy nơi phủ lỵ để làm tổng hành dinh, cho lập trại ở dưới chân núi gần bến Trường Cá để đóng quân thủy, cho mở thêm cơ sở ở hòn Xưởng để đóng thêm tàu chiến. Kể từ đó, hòn Xưởng có thêm một tên nữa là hòn Trại Thủy.
- Tháng giêng năm Ất Mão (1795):

Tướng Tây Sơn là Trần Quang Diệu lại kéo thủy binh & bộ binh vào đánh Diên Khánh. Thủy binh Tây Sơn bị quân của Võ Tánh, đang trấn giữ ở đồi Trại Thủy, chận đánh tại bến Trường Cá. Trận đánh hết sức kịch liệt. Quân Nguyễn bị giết chết nhiều và chiến thuyền của quân Nguyễn bị phá nát không còn một chiếc. Xác chết và ván thuyền cản dòng nước phải đứng lại. Võ Tánh thất kinh phải đóng chặt cửa thành Diên Khánh cố thủ...
- Tháng năm năm Ất Dậu 1885:

Thực dân Pháp chiếm kinh đô Huế, vua Hàm Nghi chạy ra Quảng Trị xuống chiếu Cần Vương. Các ông Trịnh Phong, Lê Nghị, Nguyễn Khanh ở phủ Diên Khánh; Trần Đường, Phạm Chánh, Lê Sum ở phủ Ninh Hòa cùng đông đảo nhân dân ở hai phủ trên đều hăng hái hưởng ứng. Lễ tế cờ cử hành vào khoảng cuối tháng bảy năm 1885 tại cánh đồng dưới chân núi Xuân Sơn (Diên Khánh). 
Theo kế hoạch, Khánh Hòa được chia làm hai khu chiến đấu: khu Bắc do Trần Đường làm Tổng trấn, khu Nam do Trịnh Phong làm Bình Tây Đại tướng quân. 
Ở khu Nam, Trịnh Phong cho đóng quân tại đồi Trại Thủy. Khoảng cuối mùa thu năm đó, quân Pháp do De Lorme đổ bộ lên bờ biển Nha Trang đóng quân tại Xóm Cồn...
Đến cuối tháng mười cùng năm thì xảy ra trận đánh ác liệt trên hòn Trại Thủy. Lợi dụng đêm tối, một viên đội đào ngũ tên Lê Kim Giám đã hướng dẫn quân Pháp kéo lên đánh úp. Trước súng trường và đại bác, quân Việt bị thảm bại đành phải rút chạy về thành Diên Khánh...

## Các danh lam
Không kể những ngôi chùa tư nho nhỏ ở dưới chân núi bên nhánh phía Tây, năm 2008, Trại Thủy có bốn ngôi chùa lớn, đó là:

### Chùa Hải Đức
Chùa Hải Đức ở nhánh phía Tây, trên đỉnh đồi. Chùa do Viên Giác Thiền Sư, pháp danh Đạt Khương, tục danh Tô Văn Danh, quê quán làng Vạn Thạnh (Nha Trang), cho xây dựng & trụ trì từ năm 1847 đến 1883 dưới triều vua Tự Đức (1829-1883) 
Ban đầu đặt tên là Duyên Sanh Tự, đến năm Thành Thái thứ ba (1891), mới đổi tên là Hải Đức Tự. 
Trước đây, chùa Hải Đức là cơ sở của Viện Phật học miền Trung và hiện nay tự viện vẫn là một Đại Tòng Lâm đẹp nhất của Khánh Hòa, với nhiều tăng phòng, tịnh thất khá đầy đủ tiện nghi nhằm phục vụ cho tăng chúng khắp nơi tụ về tu học. Phía sau lưng chùa có xây một tiểu đình để treo một Đại Hồng Chung, cao 1,70 mét, đường kính 1,10 mét, nặng 1009 Kg. Trước 1975, có người đề thơ rằng:
Trăng lên đồi Trại Thủy,
Chuông khuya ngời âm ba.
Bồi hồi mây khóa viện,
Sân Bồ đề sương sa.

### Chùa Bửu Phong
Chùa Bửu Phong, còn gọi là Linh Phong, người địa phương thường gọi là Chùa Núi. Chùa cũng ở trên đồi Trại Thủy, nơi đầu nhánh phía Nam, cạnh đường Quốc lộ 1.
Chùa này do người Trung Hoa lập, từ đời Hậu Lê. Trong chùa hiện còn một quả Đại Hồng Chung, có khắc tên Bửu Phong Tự và năm chú tạo Tuế Thứ Quý Dậu Niên Tứ Nguyệt Cát Nhật tức là năm Cảnh Hưng thứ 14 (1753).
Chùa thờ Quan Thánh tức Quan Vân Trường đời Tam Quốc.
Nhiều năm không có người phụng tự, chùa trở thành chùa làng (làng Phước Hải). Làng vẫn thờ ngài Quan Thánh, nhưng gian bên trong thờ thêm Bà Thiên Y A Na.

### Chùa Long Sơn
Bài chính: Chùa Long Sơn

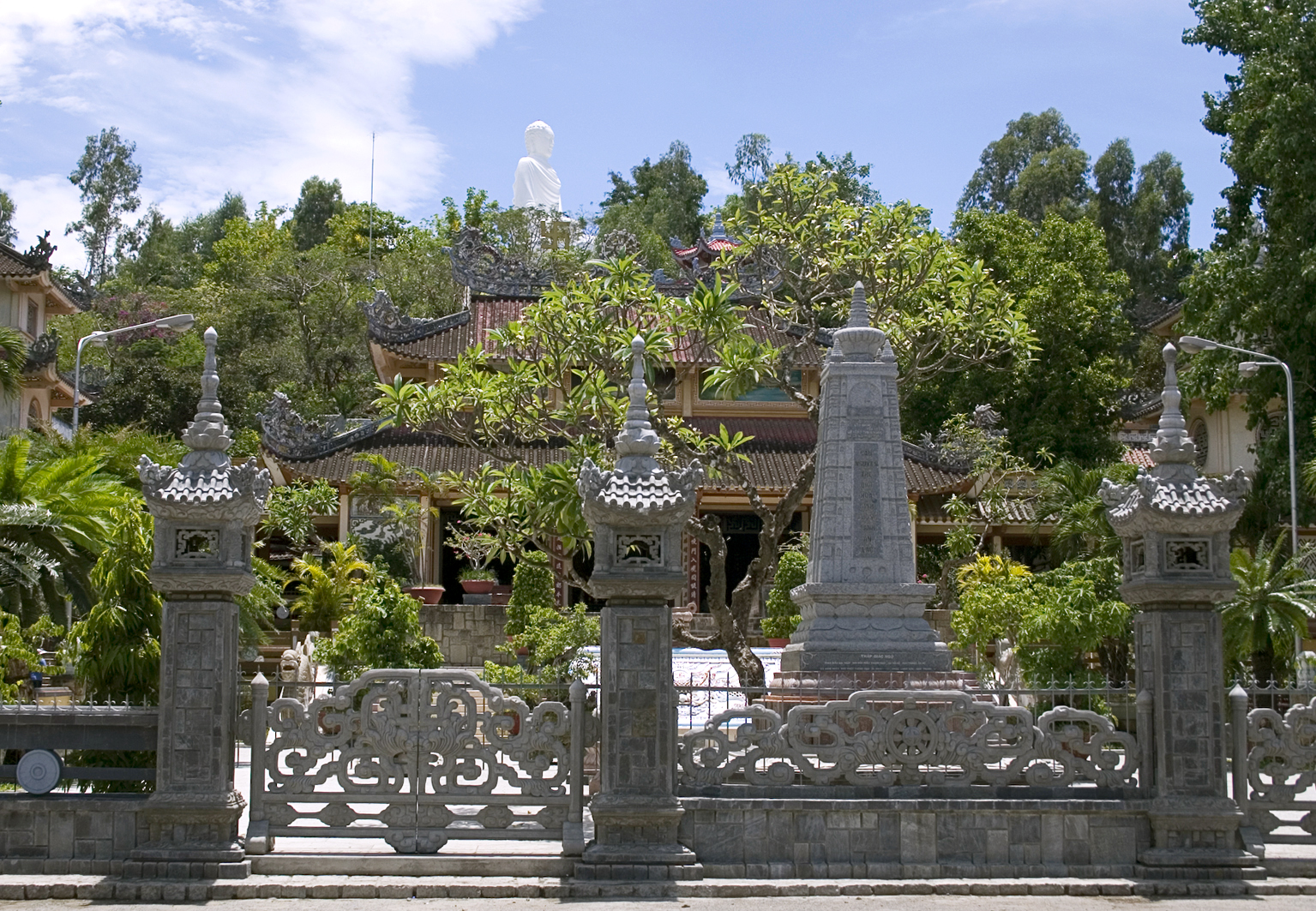
Khuôn viên Chùa Long Sơn

Chùa Long Sơn, trụ sở Tỉnh hội Phật giáo tỉnh Khánh Hòa, còn gọi là Chùa Phật trắng, trước có tên là Đăng Long Tự, tọa lạc ở số 22 đường 23 tháng 10, phường Phương Sơn dưới chân đồi Trại Thủy. Ngôi chùa này được xây dựng cách đây hơn trăm năm, trải qua nhiều lần trùng tu, đến nay đã là một tự viện đẹp đẽ và trang nghiêm nổi tiếng của Khánh Hòa. Mỗi năm chùa Long Sơn tiếp đón hàng chục ngàn lượt du khách đến tham quan và lễ bái.
Chùa Long Sơn do Hòa thượng Thích Ngộ Chí (1856-1935) pháp danh Phổ Trí, lập năm 1886 với tên gọi ban đầu là Đăng Long Tự. Ban đầu chùa chỉ là một căn nhà tranh nằm tại đỉnh đồi Trại Thủy (nơi đặt tượng Phật trắng hiện nay). Năm 1900, chùa bị sập sau một cơn bão, nên nhà sư quyết định dời xuống chân núi và đổi tên chùa thành Long Sơn Tự.

### Chùa Lôi Am
Chùa Lôi Am tọa lạc ở phần cuối của đồi Trại Thủy, hướng về phía Đông, nằm phía trước bồn chứa nước thành phố và kim thân Phật Tổ. Chùa Lôi Am do Phật Hội Pháp Hoa Việt Nam xây dựng từng phần vào năm 1966...

## Thơ đề vịnh
Trong tác phẩm Bước lãng du của thi sĩ Quách Tấn có đoạn, đại để là:
Năm 1802, tiêu diệt được nhà Tây sơn, chúa Nguyễn lên ngôi lấy niên hiệu là Gia Long. Năm mươi sáu năm sau (1858), tàu chiến của thực dân Pháp nả đại pháo vào cửa Đà Nẵng, rồi lần hồi đặt nền thống trị trên toàn cõi nước Việt, thì cái tên Trại Thủy được chính thức ghi trên bản đồ và trên giấy tờ của nhà cầm quyền. Nhưng kể từ ấy, những gì đã dựng lên trên và chung quanh đồi Trại Thủy đều lần lượt hư nát. 
Thời tiền chiến, Thi Nại Thị lên chơi Trại Thủy có mấy câu cảm khái rằng:
Bước chân lên hòn Trại Thủy,
Dừng chân anh nghỉ,
Anh nghĩ chuyện đời xưa:
Lầm chữ Trung bao kẻ bị lừa,
Bọc thây da ngựa để dựng cơ đồ cho ai?
Vơi vơi bể rộng sông dài,
Đống xương vô định ai người khói hương?
Thêm thương đoàn nghĩa sĩ,
Dù khuất vẫn treo gương...
Cuộc đời dù nắng dù sương,
Nghìn thu vững chí tự cường cùng non.

## Sách tham khảo
- Trần Trọng Kim, Việt Nam sử lược. Nhà xuất bản Tân Việt, Sài Gòn, 1968.
- Quách Tấn, Bước lãng du. Nhà xuất bản Trẻ, 1996.